# Saldus (distrito)
Saldus (letão: Saldus rajons) é um distrito da Letônia localizado na região de Kurzeme. Sua capital é a cidade de Saldus.